# HMS Cleveland (L46)
«Клівленд» (L46) (англ. HMS Cleveland (L46) — військовий корабель, ескортний міноносець типу «Хант» «I» підтипу Королівського військово-морського флоту Великої Британії за часів Другої світової війни.
«Клівленд» закладений 7 липня 1939 року на верфі компанії Yarrow Shipbuilders у Скотстоні. 24 квітня 1940 року він був спущений на воду, а 18 вересня 1940 року увійшов до складу Королівських ВМС Великої Британії.
Ескортний міноносець «Клівленд» брав участь у бойових діях на морі в Другій світовій війні, діючи переважно в Середземному морі. Залучався до підтримки висадки морського десанту в Італії та на півдні Франції, супроводжував транспортні конвої союзників.
За проявлену мужність та стійкість у боях бойовий корабель заохочений вісьмома бойовими відзнаками.

## Історія служби
У період з лютого до травня 1941 року «Клівленд» неодноразово виходив у море на виконання бойових завдань разом з іншими ескадреними міноносцями «Ікарус», «Імпалсів», «Берклі», «Ферні», «Інтрепід», «Тайндейл», «Вансітарт» та «Віверн» з постановки мінних полів неподалік від берегів окупованих нацистами країн Європи.
22 березня 1941 року разом з есмінцями «Інтрепід», «Ікарус», «Імпалсів» та ескортними міноносцями «Тайндейл» і «Ферні» забезпечував прикриття мінних постановок між Гавром та Шербуром.
У травні 1943 року разом з есмінцями «Ектів» та польським «Слазак» і допоміжними кораблями під прикриттям важкого крейсера «Саффолк» та допоміжного крейсера «Астуріас» забезпечував перехід конвою WS30/ KMS15 до військово-морської бази на Гібралтарі.